# Châu Phú, An Giang
Châu Phú là một xã thuộc tỉnh An Giang, Việt Nam.

## Lịch sử
Thị trấn Cái Dầu được thành lập vào ngày 25 tháng 4 năm 1979 trên cơ sở tách các ấp Bình Nghĩa, Bình Hòa 1 của xã Bình Long và các ấp Vĩnh Tiền, Vĩnh Quới của xã Vĩnh Thạnh Trung.
Ngày 29 tháng 4 năm 2022, Bộ Xây dựng ban hành Quyết định số 354/QĐ-BXD về việc công nhận thị trấn Cái Dầu mở rộng (bao gồm thị trấn Cái Dầu và hai xã Bình Long, Bình Mỹ) là đô thị loại IV.
Ngày 12 tháng 6 năm 2025, Ủy ban Thường vụ Quốc hội ban hành Nghị quyết số 1654/NQ-UBTVQH15 về việc sắp xếp các đơn vị hành chính cấp xã của tỉnh An Giang. Theo đó, toàn bộ diện tích tự nhiên, quy mô dân số của thị trấn Cái Dầu, xã Bình Long và xã Bình Phú thành xã mới có tên gọi là xã Châu Phú.

## Kinh tế - xã hội
Đây là trung tâm kinh tế, văn hóa, xã hội của huyện và là một địa bàn đông dân cư, bao gồm nhiều dân tộc: người Kinh chiếm 98,2%, dân tộc Khmer chiếm 0,05%, dân tộc Hoa chiếm 1,93%.
Năm 2014, thu nhập bình quân đầu người của thị trấn Cái Dầu là 30,1 triệu/ người/ năm, sản lượng lương thực 288 kg/ người, có 06/06 ấp được công nhận ấp văn hóa và giữ vững trong nhiều năm liền, có chợ Cái Dầu là chợ lớn nhất huyện,...Trong tương lai, Cái Dầu tiếp tục phát huy lợi thế của mình trên lĩnh vực thương mại – dịch vụ, trong đó phải kể đến loại hình khu dân cư kết hợp với thương mại, kinh doanh dịch vụ.